# Chihuahua-Taschenmaus
Die Chihuahua-Taschenmaus (Chaetodipus eremicus) ist ein in Nordamerika verbreitetes Nagetier in der Gattung der Rauhaar-Taschenmäuse. Die Population zählte bis in die 1990er Jahre als Unterart der Großen Wüstentaschenmaus (Chaetodipus penicillatus).

## Merkmale
Mit einer Gesamtlänge von 147 bis 179 mm, inklusive eines 77 bis 98 mm langen Schwanzes und mit einem Gewicht von 13 bis 19 g ist die Art eine mittelgroße Taschenmaus. Sie hat 21 bis 25 mm lange Hinterfüße sowie etwa 8 mm lange Ohren. Wie bei anderen Gattungsvertretern ist das Fell rau. Die Färbung der Oberseite variiert zwischen zimtbraun, gelbbraun und dunkelbraun. Die Grenze zur weißen Unterseite ist deutlich ausgeprägt. Ebenso hat der Schwanz eine braune Oberseite und eine weiße Unterseite. Am Ende befindet sich eine Quaste. Der diploide Chromosomensatz enthält 46 Chromosomen.

## Verbreitung
Das Verbreitungsgebiet reicht vom südlichen New Mexico und vom Südwesten des Bundesstaates Texas in den Vereinigten Staaten bis ins zentrale Mexiko. Die Chihuahua-Taschenmaus lebt in Halbwüsten und in trockenen Gebüschflächen oft in der Nähe von Wasserläufen. Sie hält sich von felsigen Gebieten fern. Typische Pflanzen im Umfeld sind Opuntia rastrera, Larrea divaricata und Vertreter der Gattung Prosopis.

## Lebensweise
Die Exemplare graben für Ruhepausen, zur Vorratslagerung und für die Aufzucht der Nachkommen unterirdische Baue. Das Nest hat mehrere Kammern und liegt oft im Schutz eines Kaktus. Die Chihuahua-Taschenmaus teilt ihr Revier mit Kängururatten und mit Amerikanischen Buschratten. Sie ernährt sich vorwiegend von Pflanzensamen, die mit grünen Pflanzenteilen und Insekten ergänzt werden. Die Tiere sind im Winter träge und im März finden die meisten Geburten nach drei bis vier Wochen Trächtigkeit statt. Pro Wurf kommen zwei bis vier Neugeborene vor. Jungtiere werden etwa drei Wochen gesäugt. Im zeitigen Frühjahr geborene Tiere können sich im Spätsommer erfolgreich paaren.

## Gefährdung
Die IUCN listet die Art als nicht gefährdet (least concern) da keine Bedrohungen vorliegen und die Population als groß eingeschätzt wird.